# Bergeforsens SK
Bergeforsens SK är en idrottsförening i Bergeforsen i Sverige. Föreningen bildades 1934, och bedriver i dag verksamhet inom längdskidåkning samt barmarksträning. Henrik Forsberg har representerat klubben i längdskidåkning.
Barn- och ungdomsverksamheten är stor med ca 80 aktiva barn (2018) och ett 20-tal juniorer (2019). Klubben arrangerar årligen tävlingar såsom Medelpad Classic Ski, Lucia Stafetten, Indalsledenloppet och sedan 2015 även medarrangör på hinderbanetävlingen Bergeforsen Obstacle Race. 
Historiskt har klubben bedrivit fotboll och ishockey. Ishockeylaget nådde Division II under 1980- och 1990-talet.

### Fotnoter
1. ↑  ”Bergeforsens SK”. Sveriges olympiska kommitté. Arkiverad från originalet den 23 mars 2019. https://web.archive.org/web/20190323165958/https://sok.se/idrottare/idrottare/h/henrik-forsberg.html. Läst 23 mars 2019.